# Cassyma microneata
Cassyma microneata là một loài bướm đêm trong họ Geometridae.